# Linia kolejowa nr 288
Linia kolejowa nr 288 Nysa – Brzeg – jednotorowa, niezelektryfikowana, drugorzędna linia kolejowa w województwie opolskim, łącząca miasta Brzeg, Grodków i Nysa.
Jest to jedna z najstarszych linii kolejowych w Polsce, która została zbudowana przez przedsiębiorstwo Neisse – Brieger Eisenbahngesellschaft (NBE). Jej otwarcie dla ruchu odbywało się etapowo – 25 lipca 1847 otwarto odcinek Brzeg – Pakosławice, zaś 26 listopada 1848 szlak Pakosławice – Nysa.
W 1944 linią kursowały pociągi osobowe relacji Brzeg – Karniów oraz przyspieszone relacji Wrocław – Opawa.